# 대한민국의 외교부 차관
외교부 차관(外交部 次官)은 장관을 보좌하는 직위로, 정무직공무원으로 보한다.

## 임명
- 외교부 차관은 대통령이 임명한다.

## 역할
- 외교부 차관은 장관을 보좌하여 소관사무를 처리하고 소속공무원을 지휘·감독하며, 장관이 사고로 직무를 수행할 수 없으면 제1차관, 제2차관의 순으로 그 직무를 대행한다.
- 제1차관은 양자외교, 인사와 예산 등 외교부 조직 관리를 책임진다.[1]
- 제2차관은 다자외교를 책임진다.[2]

## 역대 차관

### 외무부 차관
| 정부        | 대수           | 이름                            | 임기                              | 비고                                                             |
| ----------- | -------------- | ------------------------------- | --------------------------------- | ---------------------------------------------------------------- |
| 제1공화국   | 초대           | 고창일(高昌一)                  | 1948년 8월~1949년 2월 3일         |                                                                  |
| 제1공화국   | 2대            | 조정환(曺正煥)                  | 1949년 3월 7일~1951년 7월 7일     |                                                                  |
| 제1공화국   | 3대            | 박암(朴巖)                      | 1951년 7월 10일~1951년 8월        |                                                                  |
| 제1공화국   | 4대            | 갈홍기(葛弘基)                  | 1952년 2월~1952년 10월            |                                                                  |
| 제1공화국   | 5대            | 조정환(曹正煥)                  | 1952년 10월~1955년 7월 29일       |                                                                  |
| 제1공화국   | 6대            | 김동조(金東祚)                  | 1957년 5월 3일~1959년 9월 12일    |                                                                  |
| 제1공화국   | 7대            | 최규하(崔圭夏)                  | 1959년 9월 12일~1960년 5월 11일   | 대통령 및 국무총리 역임                                          |
| 제1공화국   | 8대            | 이수영(李壽榮)                  | 1960년 5월 11일~1960년 8월 23일   |                                                                  |
| 제2공화국   | 9대            | 우희창(禹熙昌)                  | 1960년 8월 23일~1961년 1월 30일   | 정무차관                                                         |
| 제2공화국   | 9대            | 김용식(金溶植)                  | 1960년 8월 30일~1961년 5월 10일   | 사무차관                                                         |
| 제2공화국   | 10대           | 김재순(金在淳)                  | 1961년 1월 30일~1961년 5월 3일    | 정무차관                                                         |
| 제2공화국   | 10대           | 이수영(李壽榮)                  | 1961년 6월 16일~1961년 7월 7일    | 사무차관                                                         |
| 제2공화국   | 11대           | 박동진(朴東鎭)                  | 1961년 7월 7일~1961년 10월 11일   |                                                                  |
| 제2공화국   | 12대           | 이원경(李源京)                  | 1961년 10월 11일~1962년 8월 28일  |                                                                  |
| 제2공화국   | 13대           | 최문경(崔文卿)                  | 1962년 8월 28일~1963년 12월 17일  |                                                                  |
| 제3공화국   | 14대           | 정일영(鄭一永)                  | 1963년 12월 17일~1964년 10월 19일 |                                                                  |
| 제3공화국   | 15대           | 문덕주(文德周)                  | 1964년 10월 19일~1965년 10월 22일 |                                                                  |
| 제3공화국   | 16대           | 김영주(金永周)                  | 1965년 10월 22일~1967년 9월 22일  | 예비역 대한민국 육군 중령 출신 우간다 주재 대사 벨기에 주재 대사 |
| 제3공화국   | 17대           | 진필식(陳弼植)                  | 1967년 9월 22일~1969년 12월 8일   |                                                                  |
| 제3공화국   | 18대           | 윤석헌(尹錫憲)                  | 1969년 12월 8일~1974년 2월 4일    |                                                                  |
| 제4공화국   | 18대           | 윤석헌(尹錫憲)                  | 1969년 12월 8일~1974년 2월 4일    |                                                                  |
| 19대        | 노신영(盧信永) | 1974년 2월 11일~1976년 3월 9일  | 국무총리 역임                     |                                                                  |
| 20대        | 윤하정(尹河珽) | 1976년 3월 9일~1978년 5월 27일  |                                   |                                                                  |
| 21대        | 이민용(李玟容) | 1978년 5월 27일~1980년 5월 26일 |                                   |                                                                  |
| 22대        | 김동휘(金東輝) | 1980년 5월 26일~1982년 5월 24일 |                                   |                                                                  |
| 22대        | 김동휘(金東輝) | 1980년 5월 26일~1982년 5월 24일 | 제5공화국                         |                                                                  |
| 23대        | 노재원(盧載源) | 1982년 5월 24일~1984년 3월 3일  |                                   |                                                                  |
| 24대        | 이상옥(李相玉) | 1984년 3월 3일~1986년 9월 5일   |                                   |                                                                  |
| 25대        | 오재희(吳在熙) | 1986년 9월 5일~1987년 9월 5일   |                                   |                                                                  |
| 26대        | 박쌍용(朴雙龍) | 1987년 9월 5일~1988년 3월 4일   |                                   |                                                                  |
| 노태우 정부 | 27대           | 신동원(申東元)                  | 1988년 3월 5일~1989년 12월 29일   |                                                                  |
| 노태우 정부 | 28대           | 유종하(柳宗夏)                  | 1989년 12월 29일~1992년 2월 27일  |                                                                  |
| 노태우 정부 | 29대           | 노창희(盧昌熹)                  | 1992년 2월 27일~1993년 3월 3일    |                                                                  |
| 김영삼 정부 | 30대           | 홍순영(洪淳瑛)                  | 1993년 3월 4일~1994년 5월 23일    |                                                                  |
| 김영삼 정부 | 31대           | 박건우(朴健雨)                  | 1994년 5월 23일~1995년 1월 17일   |                                                                  |
| 김영삼 정부 | 32대           | 이시영(李時榮)                  | 1995년 1월 20일~1995년 12월 23일  |                                                                  |
| 김영삼 정부 | 33대           | 이기주(李祺周)                  | 1995년 12월 23일~1998년 3월 3일   |                                                                  |

### 외교통상부 차관

#### 외교통상부 차관
| 정부        | 대수 | 이름           | 임기                             | 비고               |
| ----------- | ---- | -------------- | -------------------------------- | ------------------ |
| 김대중 정부 | 초대 | 선준영(宣晙英) | 1998년 3월 8일~2000년 1월 27일   |                    |
| 김대중 정부 | 2대  | 반기문(潘基文) | 2000년 1월 27일~2001년 4월 1일   | 유엔 사무총장 역임 |
| 김대중 정부 | 3대  | 최성홍(崔成泓) | 2001년 4월 1일~2002년 2월 3일    |                    |
| 김대중 정부 | 4대  | 김항경(金恒經) | 2002년 2월 4일~2003년 3월 3일    |                    |
| 노무현 정부 | 5대  | 김재섭(金在燮) | 2003년 3월 3일~2004년 1월 28일   |                    |
| 노무현 정부 | 6대  | 최영진(崔英鎭) | 2004년 1월 28일~2004년 12월 27일 |                    |
| 노무현 정부 | 7대  | 이태식(李泰植) | 2004년 12월 27일~2005년 7월 22일 |                    |

#### 외교통상부 제1차관
| 정부        | 대수 | 이름           | 임기                             | 비고             |
| ----------- | ---- | -------------- | -------------------------------- | ---------------- |
| 노무현 정부 | 8대  | 이태식(李泰植) | 2005년 7월 22일~2005년 9월 29일  |                  |
| 노무현 정부 | 9대  | 유명환(柳明桓) | 2005년 9월 29일~2006년 12월 1일  | 외교부 장관 역임 |
| 노무현 정부 | 10대 | 조중표(趙重杓) | 2006년 12월 1일~2008년 2월 29일  |                  |
| 이명박 정부 | 11대 | 권종락(權鍾洛) | 2008년 2월 29일~2009년 11월 13일 |                  |
| 이명박 정부 | 12대 | 신각수(申珏秀) | 2009년 11월 14일~2011년 2월 8일  |                  |
| 이명박 정부 | 13대 | 박석환(朴錫煥) | 2011년 2월 9일~2012년 3월 2일    |                  |
| 이명박 정부 | 14대 | 안호영(安豪榮) | 2012년 3월 2일~2013년 3월 13일   | 주미대사 역임    |

#### 외교통상부 제2차관
| 정부        | 대수 | 이름           | 임기                              | 비고              |
| ----------- | ---- | -------------- | --------------------------------- | ----------------- |
| 노무현 정부 | 8대  | 유명환(柳明桓) | 2005년 8월 1일~2005년 9월 29일    | 외교부 장관 역임  |
| 노무현 정부 | 9대  | 이규형(李揆亨) | 2005년 9월 29일~2006년 11월 30일  |                   |
| 노무현 정부 | 10대 | 김호영(金浩榮) | 2006년 12월 1일~2008년 2월 29일   |                   |
| 이명박 정부 | 11대 | 김성환(金星煥) | 2008년 2월 29일~2008년 6월 30일   |                   |
| 이명박 정부 | 12대 | 신각수(申珏秀) | 2008년 7월 1일~2009년 11월 14일   |                   |
| 이명박 정부 | 13대 | 천영우(千英宇) | 2009년 11월 14일~2010년 10월 26일 |                   |
| 이명박 정부 | 14대 | 민동석(閔東石) | 2010년 10월 27일~2012년 3월 2일   |                   |
| 이명박 정부 | 15대 | 김성한(金聖翰) | 2012년 3월 2일~2013년 3월 13일    | 국가안보실장 역임 |

### 외교부 차관

#### 외교부 제1차관
| 정부        | 대수           | 이름                            | 임기                             | 비고              |
| ----------- | -------------- | ------------------------------- | -------------------------------- | ----------------- |
| 박근혜 정부 | 초대           | 김규현(金奎顯)                  | 2013년 3월 13일~2014년 2월 4일   | 국가정보원장 역임 |
| 박근혜 정부 | 직무대리       | 이경수(李京秀)                  | 2014년 2월 5일~2014년 2월 26일   | 차관보            |
| 박근혜 정부 | 2대            | 조태용(趙太庸)                  | 2014년 2월 27일~2015년 10월 20일 | 주미대사 역임     |
| 박근혜 정부 | 3대            | 임성남(林聖男)                  | 2015년 10월 21일~2018년 9월 27일 |                   |
| 문재인 정부 | 3대            | 임성남(林聖男)                  | 2015년 10월 21일~2018년 9월 27일 |                   |
| 4대         | 조현(趙顯)     | 2018년 9월 28일~2019년 5월 23일 |                                  |                   |
| 5대         | 조세영(趙世暎) | 2019년 5월 23일~2020년 8월 14일 |                                  |                   |
| 6대         | 최종건(崔鍾健) | 2020년 8월 18일~2022년 5월 9일  |                                  |                   |
| 윤석열 정부 | 7대            | 조현동(趙賢東)                  | 2022년 5월 10일~2023년 4월 13일  | 주미대사 역임     |
| 윤석열 정부 | 8대            | 장호진(張虎鎭)                  | 2023년 4월 14일~2023년 12월 31일 | 국가안보실장 역임 |
| 윤석열 정부 | 9대            | 김홍균(金烘均)                  | 2024년 1월 1일~2025년 6월 10일   |                   |
| 이재명 정부 | 10대           | 박윤주(朴潤柱)                  | 2025년 6월 11일~                 |                   |

#### 외교부 제2차관
| 정부        | 대수           | 이름                             | 임기                             | 비고                    |
| ----------- | -------------- | -------------------------------- | -------------------------------- | ----------------------- |
| 박근혜 정부 | 초대           | 조태열(趙兌烈)                   | 2013년 3월 13일~2016년 11월 17일 | 외교부 장관 역임        |
| 박근혜 정부 | 2대            | 안총기(安總基)                   | 2016년 11월 18일~2017년 5월 31일 |                         |
| 문재인 정부 |                |                                  |                                  |                         |
| 3대         | 조현(趙顯)     | 2017년 6월 1일~2018년 9월 27일   | 주유엔대사 역임                  |                         |
| 4대         | 이태호(李泰鎬) | 2018년 9월 28일~2020년 12월 24일 |                                  |                         |
| 5대         | 최종문(崔鍾文) | 2020년 12월 25일~2022년 5월 9일  |                                  |                         |
| 윤석열 정부 | 6대            | 이도훈(李度勳)                   | 2022년 5월 10일~2023년 7월 2일   | 주러대사 역임           |
| 윤석열 정부 | 7대            | 오영주(吳姈姝)                   | 2023년 7월 3일~2023년 12월 28일  | 중소벤처기업부장관 역임 |
| 윤석열 정부 | 8대            | 강인선(姜仁仙)                   | 2024년 1월 10일~2025년 6월 10일  |                         |
| 이재명 정부 | 9대            | 김진아(金珍我)                   | 2025년 6월 11일~                 |                         |

## 같이 보기
- 외교부
- 외교부 장관
- 외교부 차관보

1. ↑  “외부 출신 최연소 차관에 ‘술렁’…최종건 합류한 외교부 어디로”. 2024년 3월 6일에 확인함.
2. ↑  김효정 (2022년 5월 1일). “[프로필] 尹외교안보정책 설계자 김성한…새 정부 안보사령탑으로”. 2024년 3월 6일에 확인함.